# Домингес, Эрнесто
Эрнесто Домингес Эрнандес (исп. Ernesto Domínguez Hernández ; род. 9 марта 1941, Мора-де-Эбро) — испанский футболист, нападающий.

## Клубная карьера
Молодёжная карьера футболиста началась в рядах «Барселоны». В 1959 году присоединился к клубу «Кондал», где начал играть на профессиональном уровне. Здесь он провёл один сезон своей карьеры, забив 14 голов в 28 матчах.
В 1960 году перешёл в «Эспаньол», где играл до 1962 года, а затем стал игроком клуба «Леванте».
Завершил свою спортивную карьеру в 1971 году в клубе «Мальорка», за который выступал с 1966 года.

## Карьера в сборной
1 декабря 1963 года сыграл свой первый и единственный матч в составе национальной сборной Испании против сборной Бельгии, который проходил в Валенсии.